# SNCF BB 67400 sorozat
Az SNCF BB 67400 sorozat egy francia B'B' tengelyelrendezésű dízelmozdony-sorozat. A Brissonneau et Lotz-MTE gyártotta 1969 és 1975 között. Összesen 232 darab készült belőle az SNCF részére.